# Arizona National Guard
La Arizona National Guard è una componente della Riserva militare inquadrata sotto la U.S. National Guard. Il suo quartier generale è situato presso la città di Phoenix.

## Organizzazione
Attualmente, al 2024, sono attivi i seguenti reparti :

### Componente Terrestre
- Arizona Army National Guard
  -  158th Maneuver Enhancement Brigade
  -  198th Regional Support Group
  -  48th Explosive Ordnance Disposal Group
  -  98th Aviation Troop Command

### Componente Aerea
- Arizona Air National Guard
  -  161st Air Refueling Wing
  -  162nd Wing